# Kostel Panny Marie Sněžné (Provodov)
Kostel Panny Marie Sněžné je barokní poutní kostel, který stojí v obci Provodov na Zlínsku. Kostel s terasou, hlavním a vedlejším schodištěm je kulturní památkou České republiky.
Poutní kostel Panny Marie Sněžné je součástí římskokatolické farnosti Provodov, děkanát Vizovice, arcidiecéze olomoucká.

## Historie
Historie kostela Panny Marie Sněžné je spojen s poutním místem Malenisko a studánkou se zázračnou vodou. Majitel luhačovického panství, hrabě Wolfgang Serényi, po uzdravení dal postavit jako dík u studánky dřevěnou kapličku. V roce 1734 dal vystavět zděnou jednolodní barokní stavbu s trojbokým závěrem, vysvěcenou 5. srpna 1735. Vzhledem k narůstajícímu počtu poutníků byl kostelík v roce 1750 přestavěn na malý kostel. V roce 1850 byla rozšířená loď kostela.

## Popis

### Exteriér
Kostel je samostatně stojící jednolodní zděná orientovaná stavba postavena na půdorysu obdélníku s půlkruhovým závěrem a zvonicí nad západním průčelím. Sedlová střecha přechází nad kněžištěm ve valbovou střechu. Kostel měří na délku devatenáct metrů, na šířku devět metrů a na výšku osm metrů.
Západní průčelí je členěno čtyřmi vysokými pilastry s římsovými hlavicemi. V ose průčelí je prolomen hlavní pravoúhlý vchod s jednoduchým ostěním s uchy a s kapkami. Ke vchodu vede schodiště o šesti stupních. Nad vchodem je malé okno v šambráně a s parapetní návojovou římsou. Nad oběžnou profilovanou korunní římsou je trojúhelníkový atikový štít s hlubokým výklenkem zaklenutý konchou. Ve výklenku je socha Panny Marie. Štít je členěn pilastry, po stranách jsou dvojice volut a ve vrcholu nad římsou je štukový trojúhelníkový štít. Nad štítem na hřebeni střechy je čtyřboká otevřená malá zvonice s barokní bání. 
Fasády jsou členěny pilastry vysokého řádu s římsovými hlavicemi. Jižní průčelí je prolomeno dvěma okenními osami, kde jedno okno je slepé v šambráně s návojovou parapetní římsou, druhé v šambráně a s půlkruhovým záklenkem. 
Na jižní straně kostela je přistavěna patrová sakristie obdélného půdorysu. Do sakristie v ose je prolomen pravoúhlý vchod s kamenným ostěním s ušima. Vedle vchodu je pravoúhlé okno. V boční fasádě jsou dvě okenní osy. Závěr má tři okenní osy s pravoúhlými okny s půlkruhovým záklenkem. Severní fasáda je členěna třemi okenními osami s pravoúhlými okny v šambránách, jedno zaslepeno. V letech 1985–1988 byla provedena generální oprava kostela.

### Interiér
V kněžišti je jedno pole pruské placky s konchou mezi dvěma pasy, které dosedá na dvojici pilastrů s podnoží, patkou a vyloženým kladím. Do sakristie, která je zaklenutá valenou klenbou s výsečemi, vede pravoúhlý vchod. Nad sakristií je plochostropá oratoř otevřena do lodi velkým oknem s půlkruhovým záklenkem. Kněžiště a obdélnou loď odděluje půlkruhový vítězný oblouk. Loď je zaklenuta dvěma poli valené klenby s výsečemi, která dosedá na kanelurované přízední pilastry s podnoží a hlavicí s volutou a s hlavou andílka a vyloženým kladím. V západní části lodi na dvou čtyřbokých sloupech spočívá kruchta podklenutá třemi poli křížové klenby.
Hlavní oltář nese oltářní obraz Panny Marie kojící, který byl dovezen v roce 1710 z Vídně. Obraz byl v Praze v roce 1997 posvěcen papežem Janem Pavlem II. Nad vchodem do sakristie visí obraz Panny Marie Sněžné z roku 1845. Křížovou cestu vytvořil v roce 1947 Emil Brendl. Na epištolní straně je rokoková kazatelna přístupná ze sakristie. Na evangelijní straně naproti sakristie je boční oltář Božského Srdce Páně z roku 1919. V kněžišti jsou sochy svatých Cyrila a Metoděje a vzadu je dřevěná socha svatého Floriána a ve výklenku soška Panny Marie Lurdské. V kostele se nachází sochy svatého Antonína Paduánského a svatého Františka z Assisi, sousoší svaté Anny s Pannou Marií a svaté Terezie od Ježíše. Pod kruchtou je socha svaté Anny od Františka Charváta z Kutné Hoy. V kněžišti je umístěn klasicistní krucifix, který byl původně na kruchtě. V oknech jsou vitráže, které představují svatého Josefa a Jana Nepomuckého.

### Varhany
V roce 1803 byly za působení Antonína Fabiána zhotoveny první varhany, které byly nahrazeny novými v roce 1852. V roce 1910 (1911) varhanář Matěj Strmisko z Uherského Hradiště zhotovil jednománuálové varhany se šesti rejstříky. Nástroj  má mechanickou trakturu a kuželkovou vzdušnici. Rozsah manuálu je C-f3, pedálu C-d1. V roce 1946 byl instalován elektrický ventilátor. Oprava varhan byla provedena v roce 1951.
| Dispozice:                                                                                 | Dispozice:                                                                |
| ------------------------------------------------------------------------------------------ | ------------------------------------------------------------------------- |
| Manuál:                                                                                    | Pedál:                                                                    |
| 1. Principal 8' 2. Salicional 8' 3. Kryt 8' 4. Octava 4' 5. Flétna 4' 6. Mixtura 3x 2 2/3' | 1. Subbas 16' Spojky: Pedálová spojka Pevné kombinace: Mezzoforte a Forte |
| zdroj:                                                                                     |                                                                           |

### Zvon
Zvon o hmotnosti třicet kilogramů zavěšený ve věži kostela pochází z roku 1734. Je zdoben reliéfy svatého Josefa a svatého Václava. Je dokladem zvonařské práce z období nastupujícího empírového stylu. V době druhé světové války byl rekvírován. Po válce byl nalezen v Praze odkud byl přivezen zpět. Druhý zvon o hmotnosti 45 kg ulil Jan Alois Obletter roku 1803 a je zdoben mariánským reliéfem.

## Okolí kostela
- Hlavní schodiště má 52 schodů a bylo postaveno v roce 1925. Vedle kostela na terase byl zřízen venkovní oltář pro bohoslužby pod širým nebem, k němuž vede vedlejší schodiště. V blízkosti oltáře stojí vodní kaplička z roku 1865, v níž je studánka Svatá voda. K prameni se schází po několika schůdcích.[11]
- Pod hlavním schodištěm stojí budova fary z roku 1761. U fary je kamenný sloup s křížem, který je kulturní památkou.[12]
- Před vchodem do kostela je umístěn kamenný misijní kříž s nápisem:„Na paměť Fr. Slováka z Provodova, padlý v Ruském Polsku 8.7.1915, stár 36 let“[3]
- Od kaple vede cestička ke křížové cestě postavené v letech 1917–1918, která byla postavena jako vzpomínka na padlé vojíny a poutníky v první světové válce. Každé zastavení nese věnování okolních obcí na památku jejich padlým farníkům. Kromě toho je na prvním zastavení arcibiskupský erb a na posledním je erb rodu Serenyiů. Křížová cesta je zakončena malou kapličkou. Křížová cesta byla v roce 2002 prohlášena kulturní památkou.[13]
- U kostela roste památný strom Lípa na Malenisku, je to lípa malolistá, jejíž stáří se odhaduje na 200–250 let. Je vysoká 19 m v obvodu 4,17 m a je památným stromem od 20. června 2006.[3][9]
- U silnice z Provodova ke kostelu byl v roce 1958 po pravé straně cesty zřízen hřbitov s kamennou kapličkou.

## Galerie

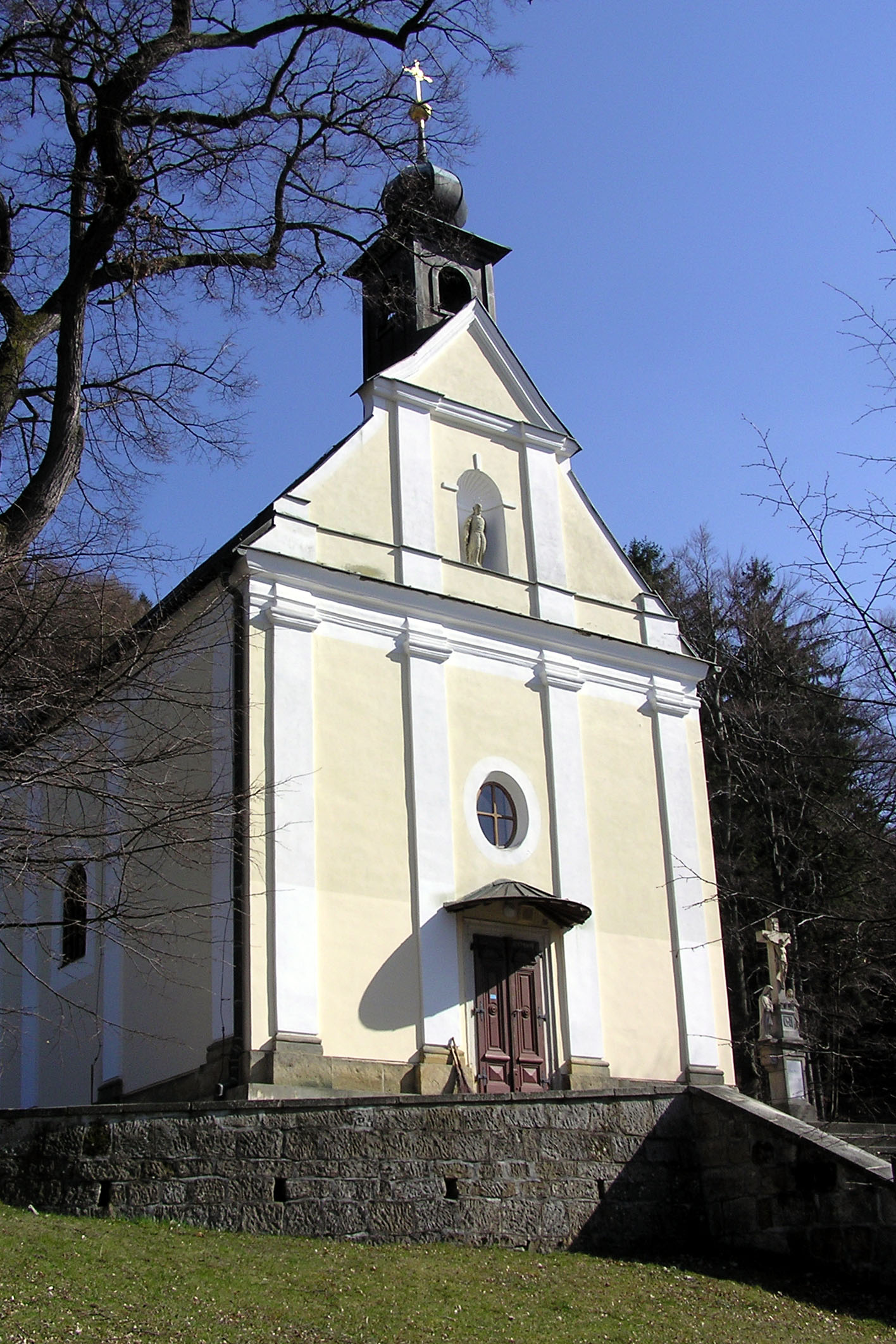
Průčelí kostela
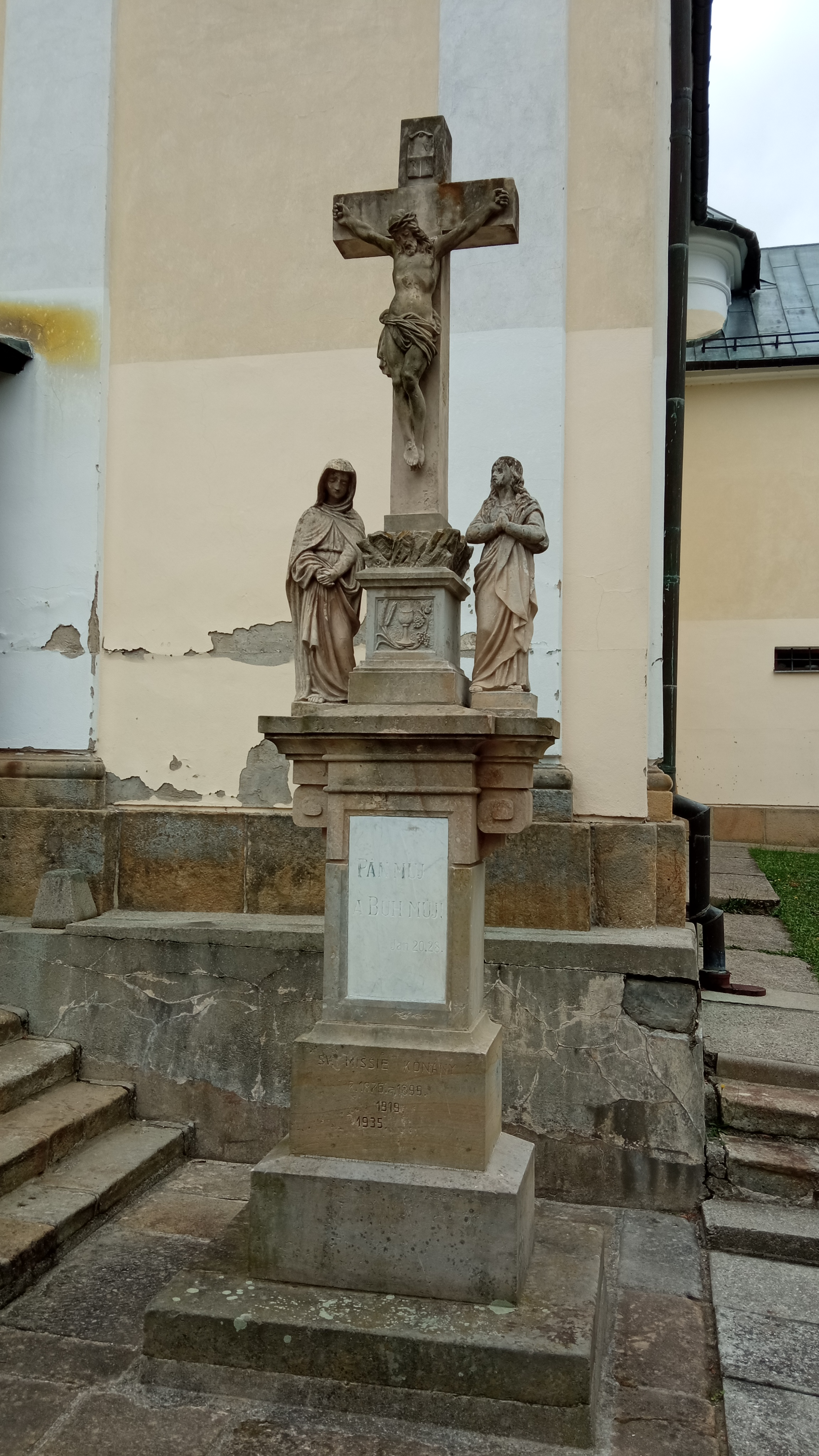
Misijní kříž před kostelem
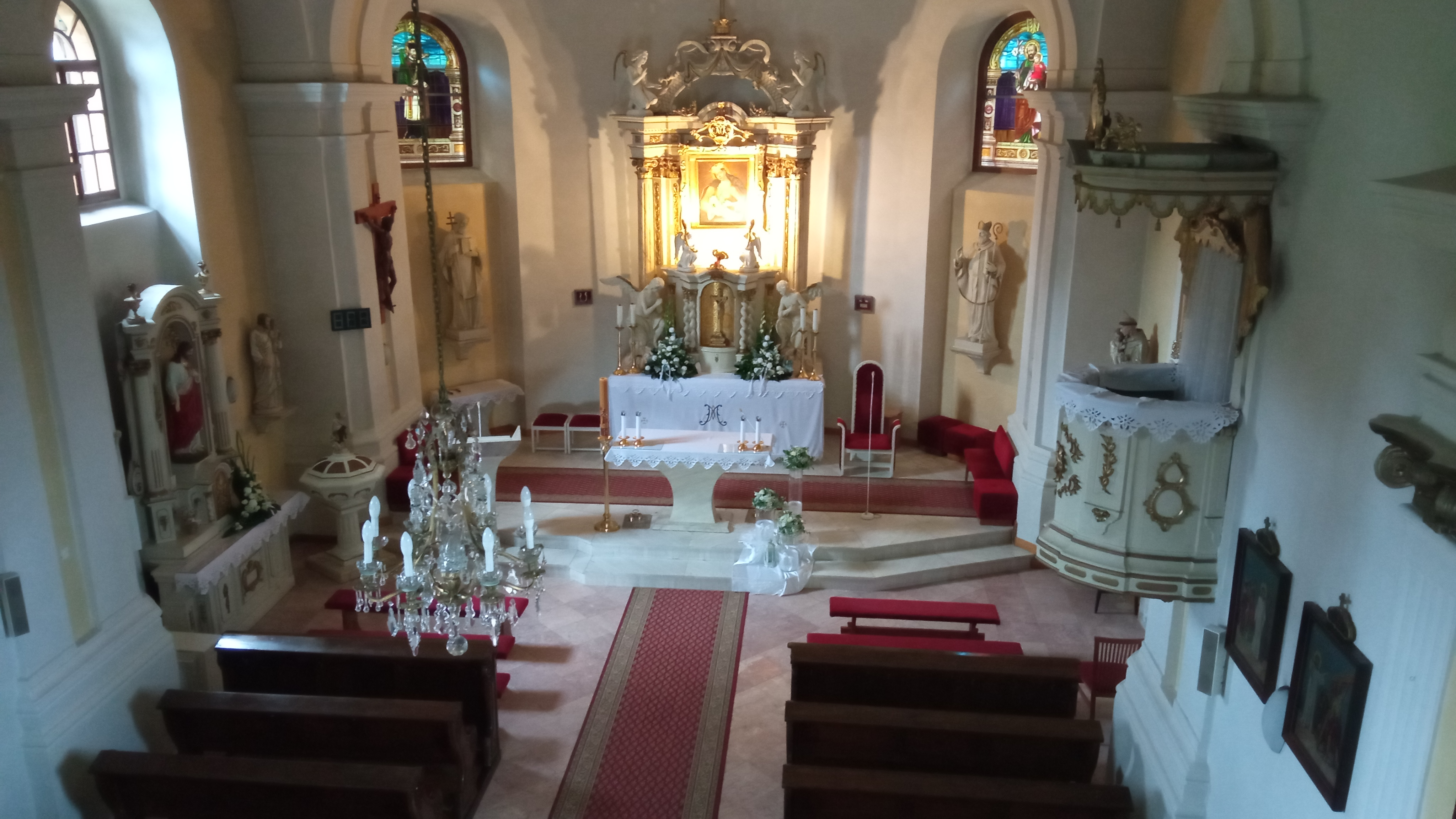
Pohled do kněžiště
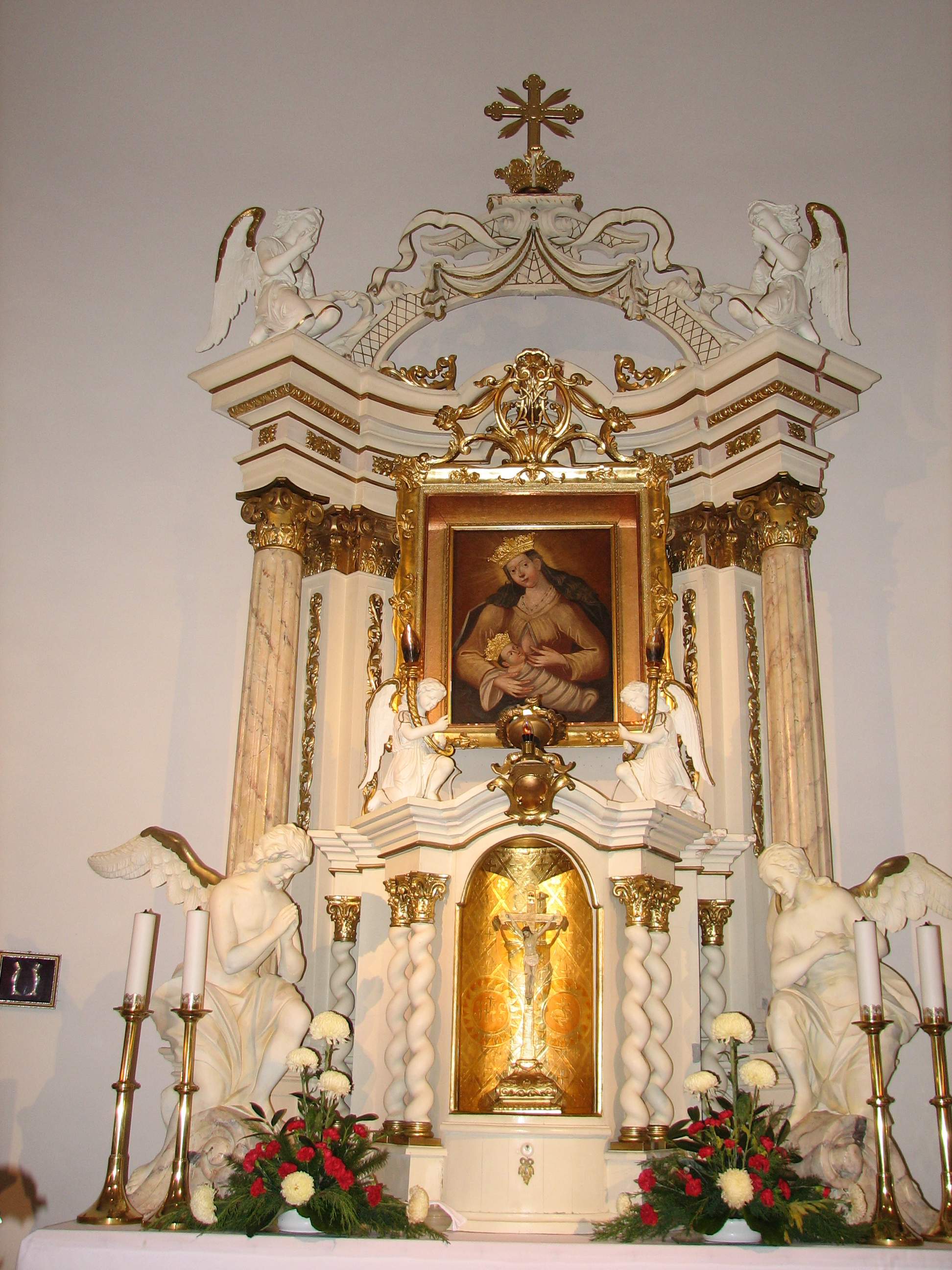
Barokní sloupový hlavní oltář
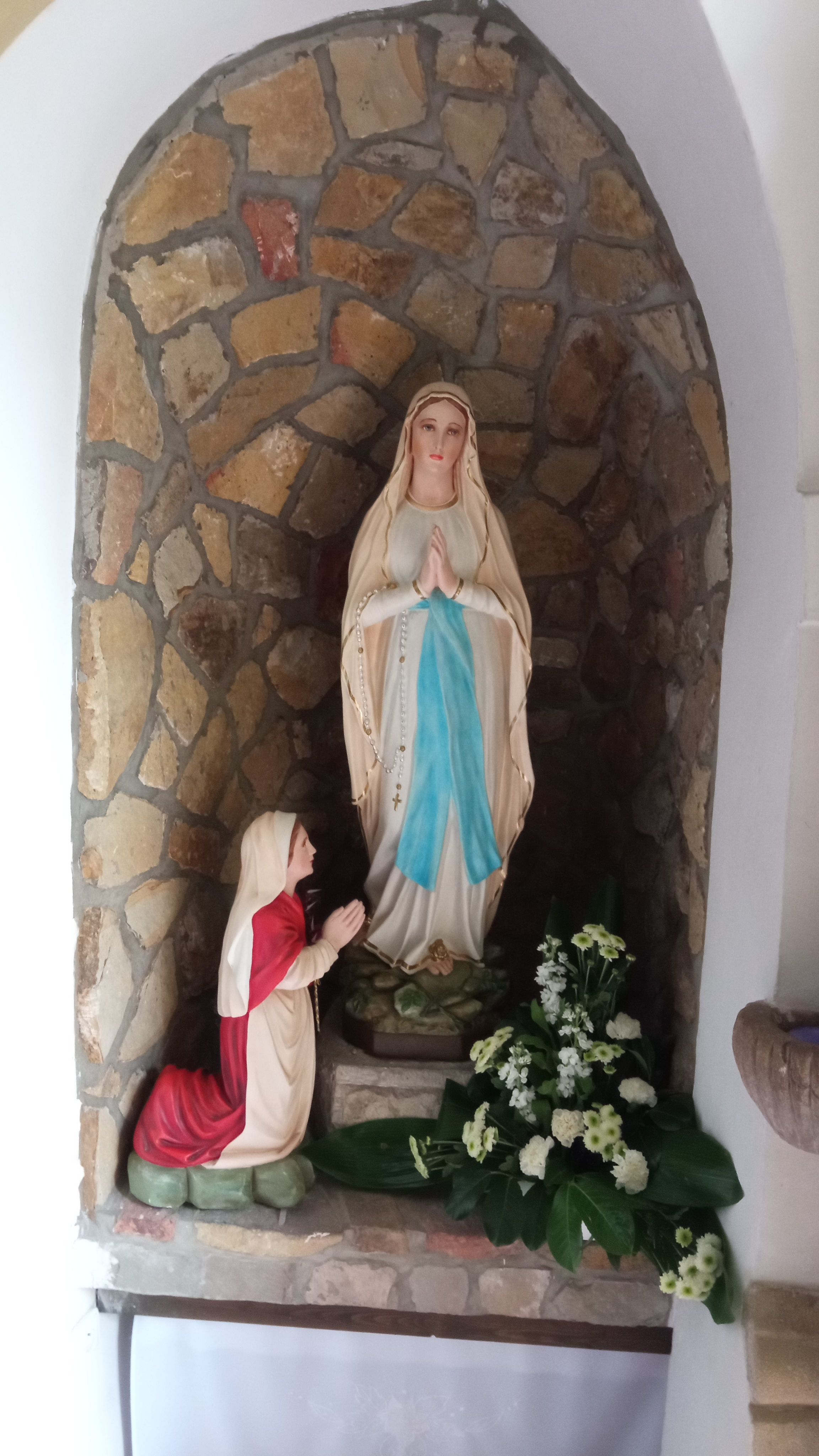
Panna Marie Lurdská
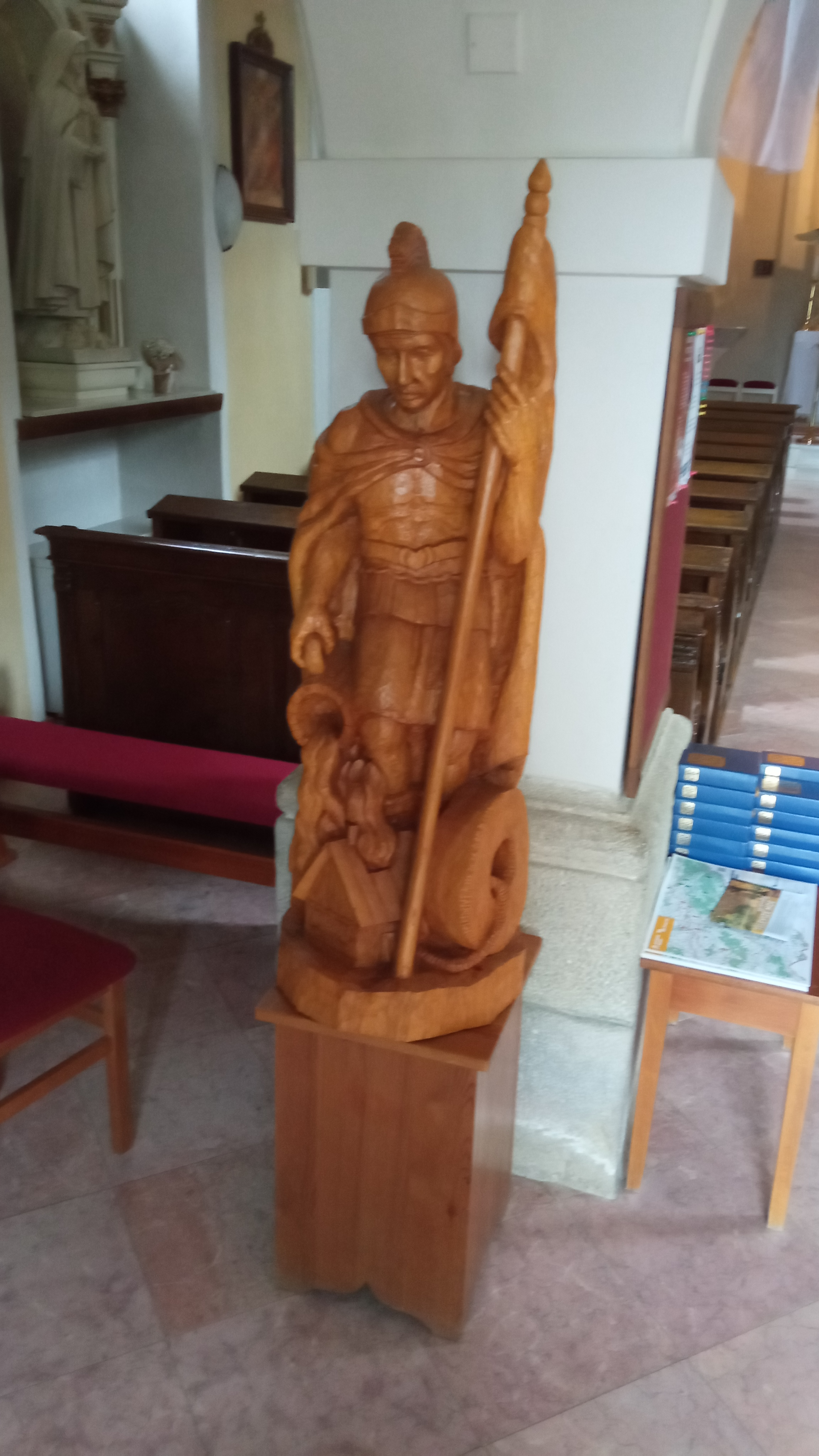
Dřevěná soch svatého Floriána
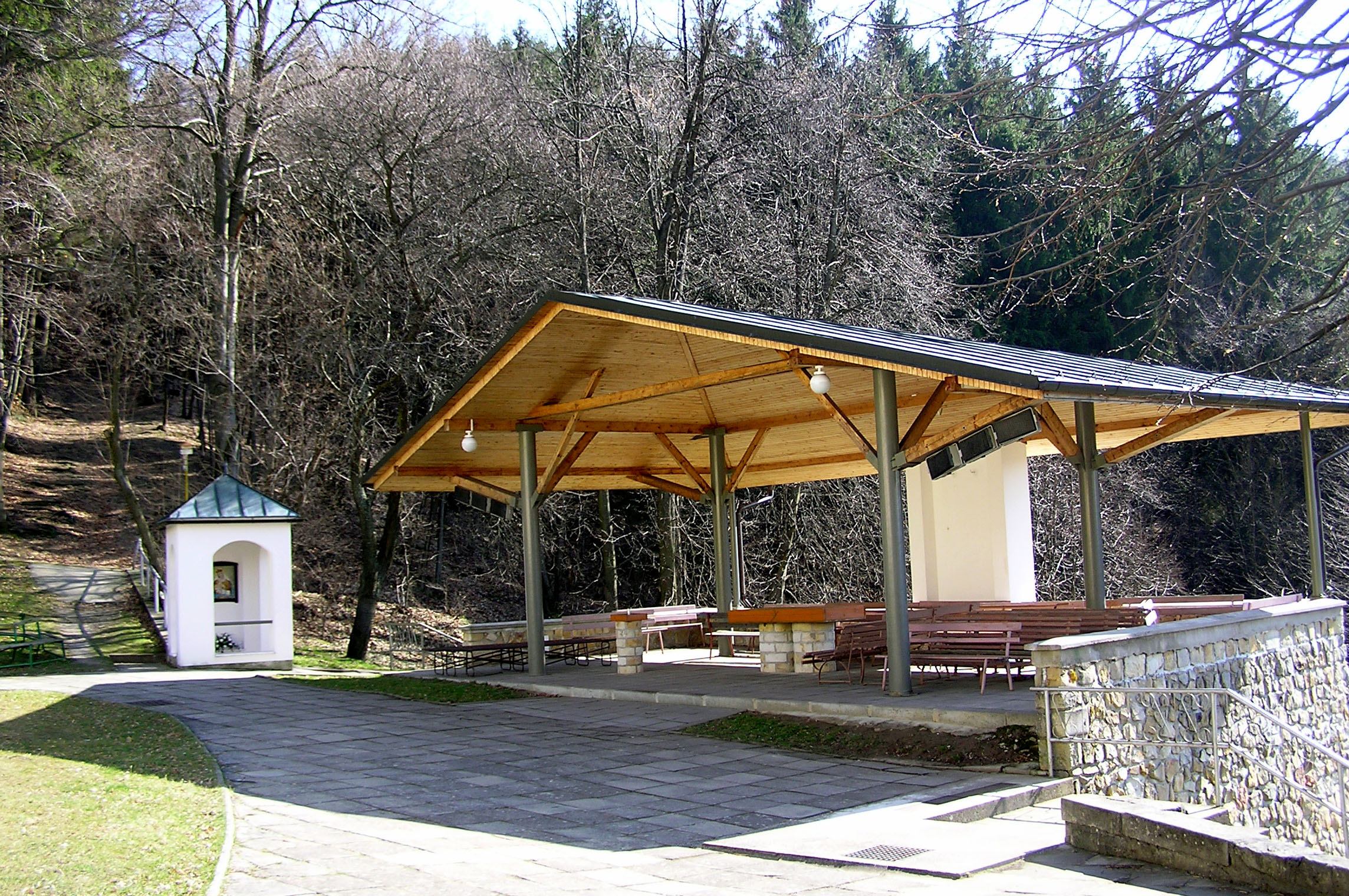
Venkovní oltář a vodní kaplička (vlevo)
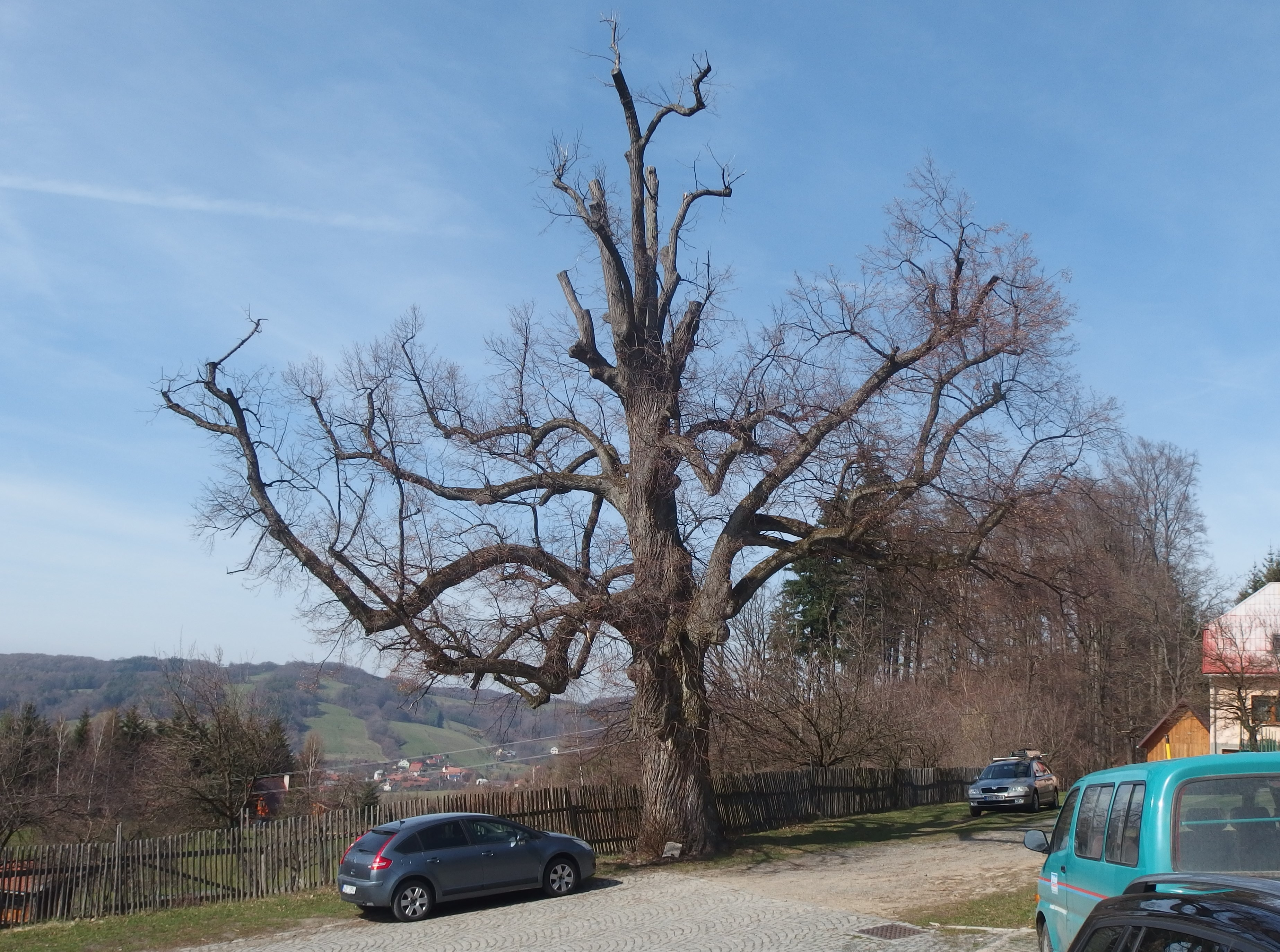
Pamětní strom Lípa na Malenisku
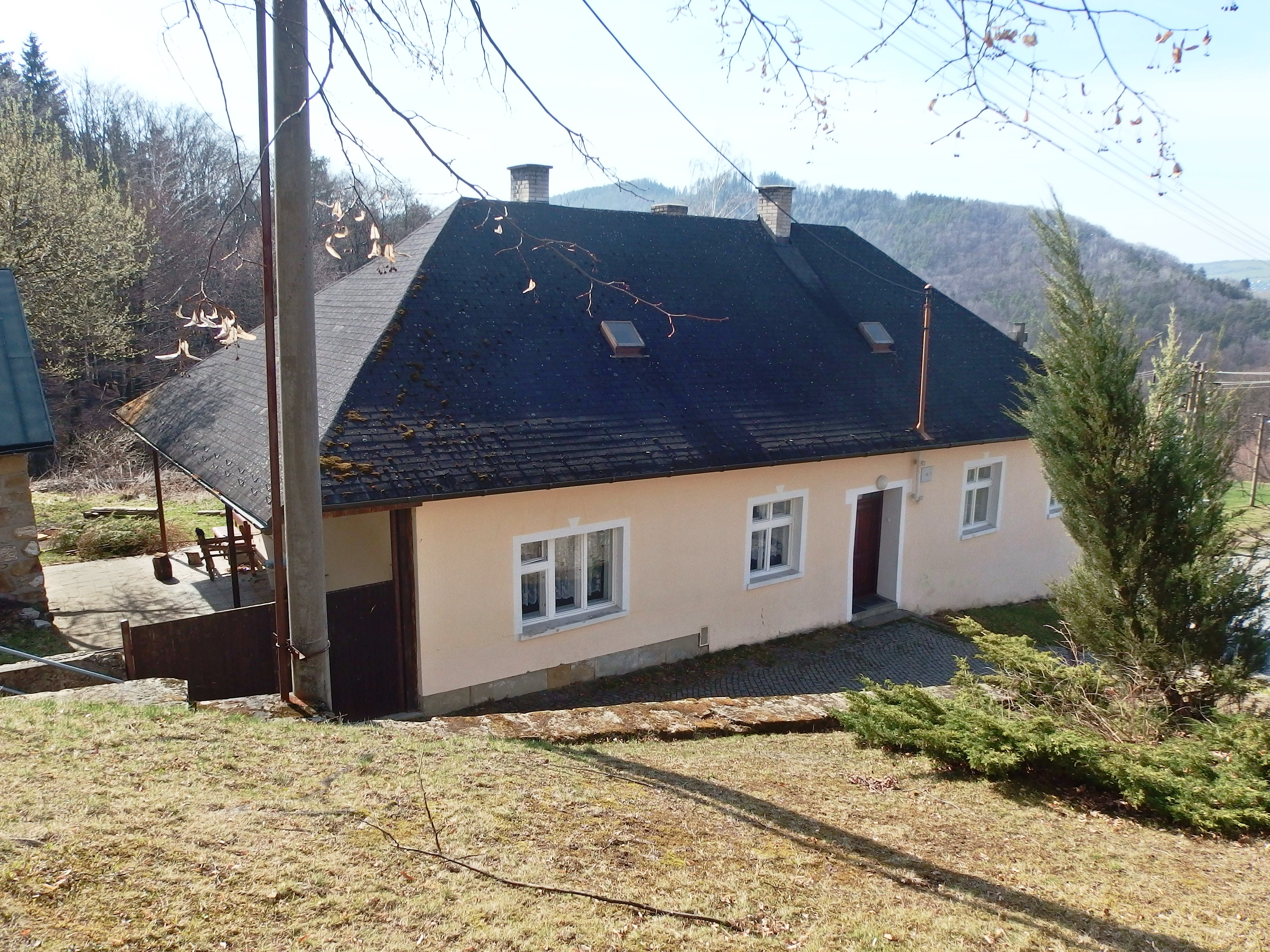
Fara z roku 1761